# Fannia densa
Fannia densa är en tvåvingeart som beskrevs av Nishida 1994. Fannia densa ingår i släktet Fannia och familjen takdansflugor.
Artens utbredningsområde är Nepal. Inga underarter finns listade i Catalogue of Life.